# Krawattenspange

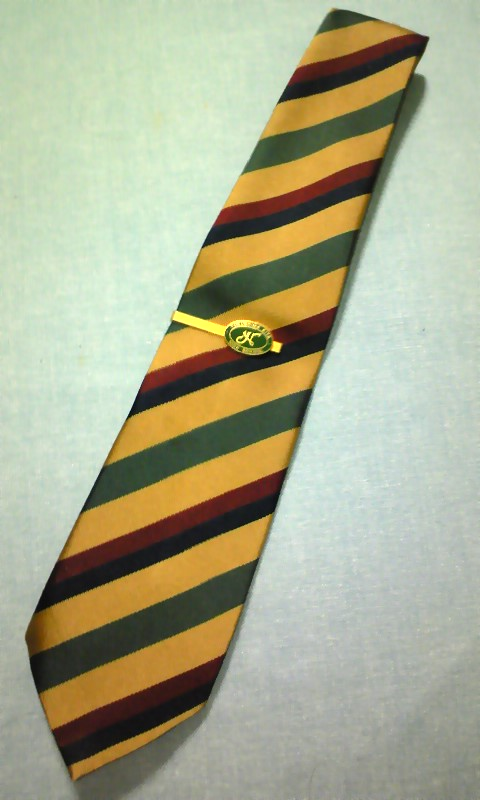
Krawattenspange bei einer Schuluniform

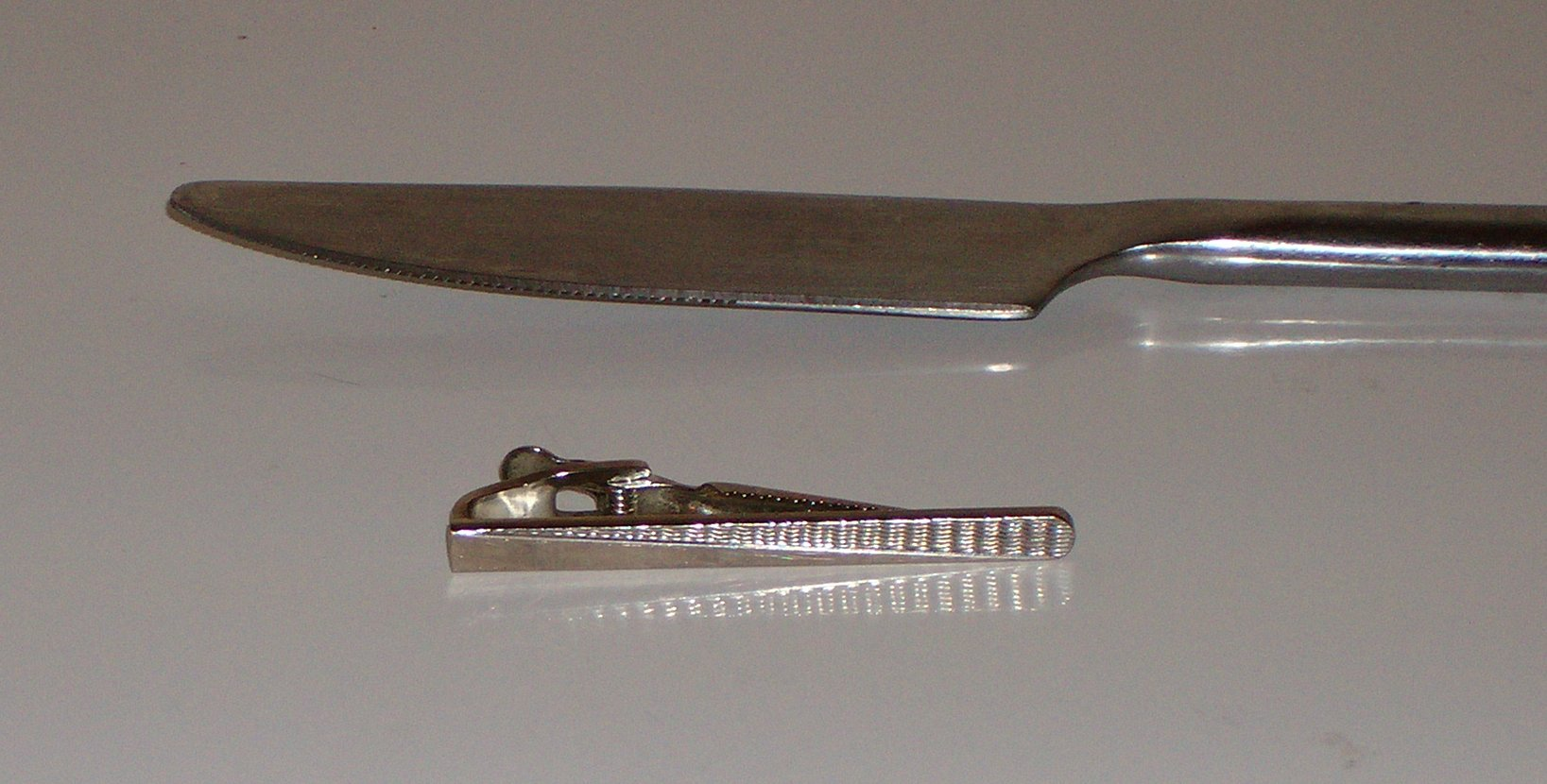
Eine Krawattenspange und ein Messer zum Größenvergleich

Eine Krawattenspange, auch Krawattenklemme, Krawattenklammer oder Krawattenhalter genannt, ist ein klassisches Schmuck-Accessoire der Kleidung des Herrn. Sie hat auch die praktische Funktion, die Krawatte am Körper zu halten, damit sie bei Tisch nicht mit den Speisen in Berührung kommt.
Üblicherweise wird sie zusammen mit der Krawatte an der Knopfleiste des Hemdes fixiert.
Krawattenspangen gibt es klassisch glatt oder mit eingravierten oder geprägten Mustern. Die verwendeten Metalle sind, wie bei allen Schmucksorten, Gold, Silber, Legierungen oder einfache Modeschmuckmaterialien. Auch Edelsteine bis hin zum Brillanten finden bei der Verzierung Verwendung.
Die Krawattenspange gibt es auch als Kettchenvariante, mitunter sogar mit kleinem Anhänger.

## Geschichte
Die Krawattenspangen entstanden, wie auch die Krawattennadel, aus den im 19. Jahrhundert sehr beliebten Halstuchnadeln.